# Daallo Airlines
Daallo Airlines is een luchtvaartmaatschappij uit Djibouti met haar thuisbasis in Djibouti. Zij werd in 1992 opgericht en opereert voornamelijk in en vanuit Somalië en Djibouti. Anno 2013 voert Daallo Airlines lijnvluchten uit naar Djibouti, Dubai, Hargeisa, Jeddah, Mogadishu en Nairobi.

## Vloot
De vloot van Daallo Airlines telt anno 2013 de volgende toestellen:
- 1 British Aerospace 146-200 - 93 passagiers
- 2 Boeing 737-300 - 120 passagiers